# Carex melanantha
Carex melanantha là một loài thực vật có hoa trong họ Cói. Loài này được C.A.Mey. mô tả khoa học đầu tiên năm 1852.